# Volker Heindel
Volker Heindel (geb. vor 1956) ist ein ehemaliger deutscher Basketballnationalspieler und Handballspieler. Mit dem USC Heidelberg wurde er siebenmal deutscher Basketballmeister, mit der SG Leutershausen darüber hinaus einmal deutscher Handballmeister.

## Laufbahn
Heindel feierte 1956 mit der A-Jugend-Mannschaft des USC Heidelberg den Gewinn des deutschen Meistertitels in der höchsten Jugendklasse. Ein Jahr später errang der Aufbauspieler mit der Herrenmannschaft des USC die deutsche Meisterschaft. 1961 nahm er mit der deutschen A-Nationalmannschaft an der Europameisterschaft teil. Bis 1962 gewann er mit Heidelberg fünf weitere deutsche Meistertitel. Der siebte kam 1966 dazu.
Gleichzeitig spielte er Handball: 1966 war er mit der SG Leutershausen deutscher Vizemeister geworden, 1968 folgten der deutsche Meistertitel und 1969 eine weitere Vizemeisterschaft.
Als Nachfolger von Hannes Neumann übernahm Heindel 1971 für ein Jahr das Traineramt bei den Basketballern des USC Heidelberg. Beruflich war er an der Universität Heidelberg als Leiter des Hochschulsports und akademischer Direktor des Heidelberger Instituts für Sport und Sportwissenschaft tätig.
Sein Bruder Gerhard Heindel spielte ebenfalls Basketball in der Bundesliga. Dessen Sohn Janis Heindel spielte von 2003 bis 2005 und von 2011 bis 2014 für den USC Heidelberg in der 2. Basketball-Bundesliga beziehungsweise der 2. Bundesliga ProA. Kurt Siebenhaar war ein Onkel und Hans Leciejewski ein Vetter der Brüder Volker und Gerhard Heindel.